# 孫光祖 (嘉靖進士)
孫光祖（？—？），字子紹，浙江寧波府慈谿縣人，民籍，明朝官员。

## 生平
嘉靖二十八年（1549年）己酉科浙江鄉試第八十四名舉人。嘉靖三十八年（1559年）中式己未科會試第二十二名，三甲第一百八十五名進士。次年任直隸祁門縣知縣。官至黄州府知府。

## 家族
曾祖孫禧，封大理寺評事；祖父孫璉，大理寺寺正；父孫信，母馮氏。永感下。兄承祖、敬祖。